# Quadrinity: Member's Best Selections
Quadrinity: Member's Best Selections è il quinto greatest hits del gruppo giapponese dei L'Arc~en~Ciel. È stato pubblicato il 10 marzo 2010 dalla Ki/oon Records, ed ha raggiunto la seconda posizione della classifica Oricon.

## Tracce
Disc.1 <hyde best>
1. I'm so happy
2. HONEY
3. flower
4. Sayounara (さようなら; Goodbye)
5. Anemone
6. Ibara no Namida (いばらの涙)
7. In the Air

Disc.2 <tetsuya best>
1. READY STEADY GO
2. Blame
3. Time goes on
4. DIVE TO BLUE
5. Sunadokei (砂時計)
6. Link -KISS Mix-
7. Anata (あなた)

Disc.3 <ken best>
1. Kasou (花葬; Cremation)
2. Garasu Dama (ガラス玉)
3. MY HEART DRAWS A DREAM
4. Coming Closer
5. Shinjitsu to Gensou to (真実と幻想と)
6. the silver shining
7. Niji (Album Version) (虹; Rainbow)

Disc.4 <yukihiro best>
1. a swell in the sun
2. cradle
3. drink it down
4. get out from the shell -asian version-
5. New World
6. revelation
7. trick